# Waterkrachtcentrale van Poeketi
De waterkrachtcentrale van Poeketi was een kleine waterkrachtcentrale nabij het dorp Poeketi in Sipaliwini in Suriname, met een capaciteit van 50 kW. De centrale leverde elektriciteit tussen 1981 en 1987. De centrale werd vervangen door de waterkrachtcentrale van Gran Olo die operationeel werd in 2017.

## Geschiedenis
De bouw van de waterkrachtcentrale begon in 1980 en werd in 1981 voltooid. De officiële ingebruikname vond op 7 december 1981 plaats met een inhuldiging door president Henk Chin A Sen. De elektriciteit werd geleverd aan de dorpen Poeketi en Futupasi. Aanvankelijk was het plan om de energie voor een cassavemolen en een houtzagerij te gebruiken. Nadat dit niet doorging, drongen inwoners uit naburige dorpen erop aan om op het netwerk aangesloten te worden. Dit werd vanaf 1985 in gang gezet, met onder meer een verbinding naar Drietabbetje en vanaf daar naar Moitaki, Jawsa en Mainsi. De hoge aanspraak op elektriciteit maakte de levering wisselvallig. De energiecentrale kwam in 1987, tijdens de Binnenlandse Oorlog, stil te liggen. Pogingen in 1995 en 2003 om de energiecentrale opnieuw in gebruik te nemen, liepen spaak.